# Capilla de Suurhusen
La capilla de Suurhusen es una capilla con un campanario construido en Suurhusen, un pequeño poblado localizado al norte de Emden en Frisia oriental, Alemania. La capilla data del siglo XIII, aunque su campanario fue construido en 1450. Lo mismo que en el caso de la popular Torre de Pisa, el campanario de la iglesia de Suurhusen se fue ladeando con el paso de los años. El edificio pertenece a la Iglesia Evangelista Reformada de Alemania.

## Torre inclinada
La capilla alemana de Suurhusen ha logrado superar el récord que ostentaba la torre de Pisa como la construcción más inclinada. Al menos, eso es lo que ha certificado el Libro Guinness de los récords. En concreto, la torre de la capilla alemana tiene una inclinación de 5,07°, contra los 3,97° de la Torre de Pisa, su rival en inclinación.

## Datos del edificio
- Extensión: 121 metros cuadrados (11 × 11 metros)
- Altura: 27,37 metros
- El peso estructural total asciende a unas de 2.116 toneladas